# Unitat d'informació
Dins de l'entorn de la Informàtica s'entén com Unitat d'informació un nombre fix de bits amb el qual generalment treballen les computadores (encara que en les matemàtiques pures un valor no té un límit d'espai per a la seva representació) La unitat més petita d'informació en un ordinador s'anomena bit. Amb un bit es pot representar només un valor de dos possibles valors diferents, zero o u.